# Amore in panchina
Amore in panchina (Love on the Sidelines) è un film per la televisione del 2016 diretto da Terry Ingram, interpretato da Emily Kinney, John Reardon.

## Trama
Laurel è una esordiente stilista che si ritrova a lavorare come assistente personale per Danny Holland, un quarterback colpito da un infortunio. Laurel non sa nulla del football e Danny non ha mai avuto un'assistente femminile...

## Distribuzione
Hallmark Channel ha trasmesso il film negli Stati Uniti il 16 gennaio 2016. In Italia è stato trasmesso su Canale 5 in prima visione, nella striscia pomeridiana dedicata ai film, il 24 luglio 2017.